# 勸世美少女娃娃
勸世美少女娃娃，是台灣樂團勸世宗親會旗下一名藝人。曾經拍攝過一部名為「勸世美少女」實驗性的影片並放上Youtube,卻在一週內點閱破萬而爆紅。2015年由翁會長與旗下藝人成了勸世宗親會樂團。音樂為勸世音樂，勸世美少女、勸世寶貝喵喵及勸世阿伯為較知名成員。
音樂內容多以諷刺社會議題，例如：《摳咪愛的真諦》諷刺家庭管控、《四界走》諷刺商人利用文創謀利。MV以模仿台灣早期盜版卡帶，並以粗糙拼貼的動畫當背景，造成視覺上的衝擊。
勸世美少女於2016年發行首張個人專輯《天生勸世》。
2017年11月21日，於臉書上宣布結束勸世美少女身份（實際上活動時期僅有2016年），之後便專注回歸本身音樂創作者身份（自2011年開始）。而成員勸世寶貝喵喵也於當月10日宣布退出勸世宗親會，勸世宗親會形同解散。

## 外部連結
臉書專頁